# Joseph de Riquet de Caraman-Chimay (1836-1892)
Pour les articles homonymes, voir Joseph de Riquet de Caraman, Riquet et Caraman (homonymie).
Marie-Joseph-Guy-Henry-Philippe de Riquet de Caraman, 18e prince de Chimay, est un diplomate et homme politique belge, né le 9 octobre 1836 à Menars (Loir-et-Cher) et mort le 29 mars 1892 à Bruxelles.
Il est gouverneur de la province de Hainaut de 1870 à 1878 puis ministre des Affaires étrangères de Belgique de 1884 à 1892.

## Biographie
Fils de Joseph de Riquet de Caraman, 17e prince de Chimay, et d'Émilie Pellapra, il naît au château de Menars dont son père est alors propriétaire et où il a fondé un « prytanée » (école professionnelle).
Il épouse en premières noces le 15 juin 1857 dans le 10e arrondissement ancien de Paris, Marie-Joséphine-Anatole de Montesquiou-Fézensac (1834-1884) avec laquelle il a six enfants :
- Joseph-Marie-Anatole-Élie (1858-1937), 19e prince de Chimay, épouse en 1890 Clara Ward, fille d'un riche industriel américain. À la suite de la fuite de Clara avec un violoniste gitan, le divorce est prononcé à Charleroi le 2 février 1897[5]. Le 24 juin 1920, soit trois ans après la mort de Clara, Joseph se remarie avec Gilone Le Veneur de Tillières (1889-1962).
- Marie-Anatole-Louise-Élisabeth (1860-1952) mariée avec le comte Henry Greffulhe (1848-1932).
- Pierre-Marie-Joseph-Anatole-Eugène-Philippe (1862-1913) marié avec Marthe Werlé (1870-1906).
- Ghislaine-Marie-Anatole-Pauline-Henriette (1865-1955) célibataire[6].
- Marie-Joséphine-Anatole-Augustine-Geneviève (1870-1961)[7] mariée avec Camille Pochet le Barbier de Tinan (1864-1952).
- Alexandre- Marie-Joseph-Anatole-Adolphe-Charles (1873-1951) marié en premières noces avec la princesse Hélène Bibesco-Bassaraba de Brancovan (1878-1929), puis en secondes noces avec Mathilde Élisabeth Loewenguth (1870-1948), veuve du milliardaire américain Rutherfurd Stuyvesant.

Ayant reçu une éducation musicale, il lui arrive de donner des concerts privés, lui au violon et sa femme au piano. Franz Liszt, qui assiste à l'un d'eux, leur dédicace une messe en souvenir d'une de ces soirées.
Joseph de Riquet de Caraman-Chimay épouse en secondes noces à Bruxelles le 2 septembre 1889, Marie Mathilde Lucie Christine Françoise de Paule de Barandiaran (1862-1919).

Galerie Joseph de Riquet de Caraman-Chimay
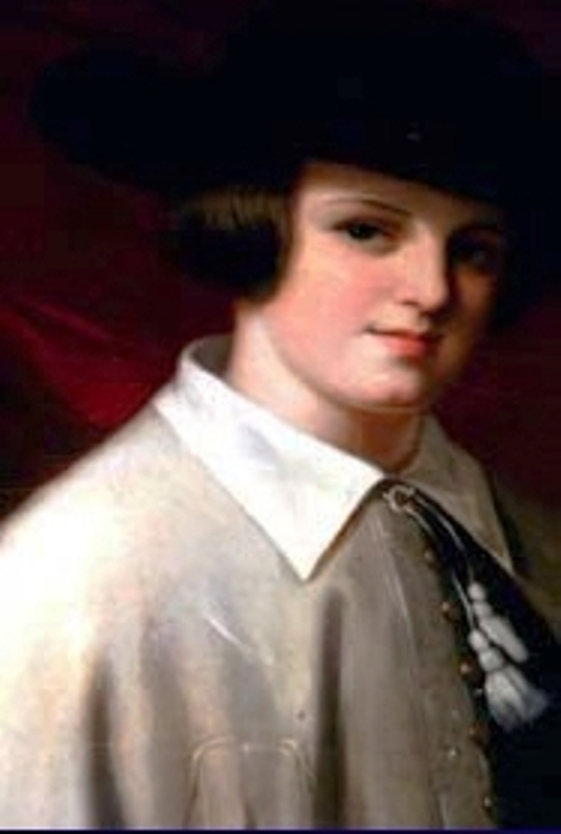
Ce portrait de Joseph de Riquet de Caraman-Chimay adolescent est réalisé par sa tante, Rosalie de Riquet de Caraman-Chimay (1814-1872).
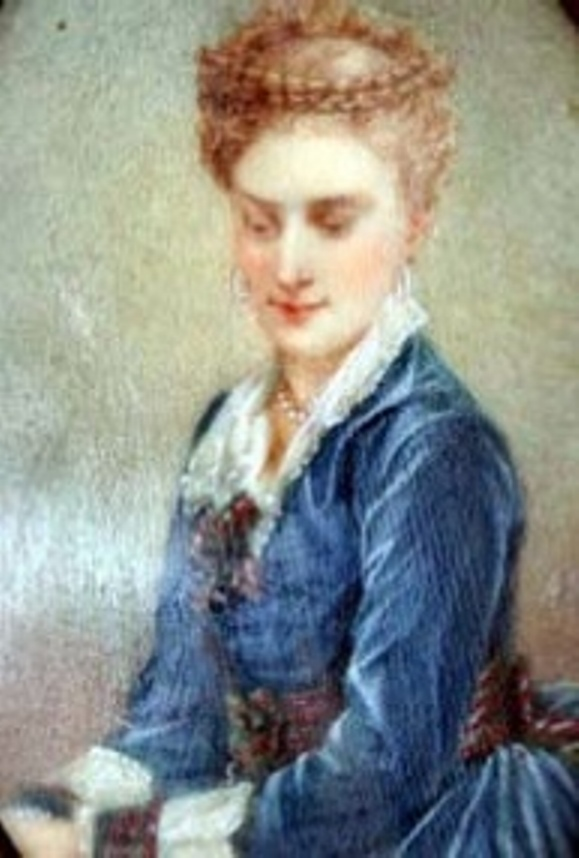
Marie-Joséphine-Anatole de Montesquiou-Fézensac se marie avec Joseph de Riquet de Caraman-Chimay, le 15 juin 1857 à Paris.

## Fonctions
Joseph de Riquet de Caraman-Chimay occupe principalement les fonctions suivantes :
- 27 mai 1855 : attaché à la Légation de Belgique.
- 14 novembre 1858 : secrétaire de la Légation deuxième classe.
- Diplomate à la Légation de Belgique. 
  - 15 avril 1862 : Paris.
  - 27 juin 1864 : Rome.
  - 15 juin 1865 : Saint-Pétersbourg.
  - 1er septembre 1867 : Berne.
- 2 octobre 1870 au 30 juin 1878 : gouverneur de la province de Hainaut.
- 5 mai 1882 au 29 mars 1892 : membre du parlement pour le parti catholique dans le district de Philippeville.
- 15 novembre 1884 au 26 février 1885 : délégué belge à la Conférence de Berlin.
- 26 octobre 1884 au 29 mars 1892 : Ministre des Affaires étrangères de Belgique.

Sources : Jean-Luc de Paepe et Christiane Raindorf-Gérard, Le Parlement Belge 1831-1894 : Données biographiques, Bruxelles, Académie royale de Belgique, 1996, p. 216